# Novo Santo Antônio (kommun i Brasilien, Mato Grosso)
Novo Santo Antônio är en kommun i Brasilien.   Den ligger i delstaten Mato Grosso, i den centrala delen av landet, 500 km nordväst om huvudstaden Brasília. Antalet invånare är 2 005. Arean är 4 368 kvadratkilometer.
Terrängen i Novo Santo Antônio är platt.
Trakten runt Novo Santo Antônio består i huvudsak av gräsmarker. Trakten runt Novo Santo Antônio är nära nog obefolkad, med mindre än två invånare per kvadratkilometer.